# Ixodes latus
Ixodes latus är en fästingart som beskrevs av Don Ramsay Arthur 1958. Ixodes latus ingår i släktet Ixodes och familjen hårda fästingar.
Artens utbredningsområde är Malawi. Inga underarter finns listade i Catalogue of Life.